# Villalba de Rioja
Villalba de Rioja ist ein abgelegenes kleines Bergdorf  mit 161 Einwohnern (Stand: 2024) im äußersten Norden der Autonomen Gemeinschaft La Rioja in Spanien.

## Lage
Der Ort Villalba de Rioja liegt am Obarenes nahe der Stadt Miranda de Ebro in der angrenzenden Provinz Burgos in einer Höhe von etwa 560 m. Die Entfernung zur nördlich gelegenen Provinzhauptstadt Logroño beträgt ca. 50 km (Fahrtstrecke). Das Klima ist gemäßigt bis warm; Regen (ca. 700 mm/Jahr) fällt überwiegend im Winterhalbjahr.

## Bevölkerungsentwicklung
| Jahr      | 1842 | 1900 | 1950 | 2001 | 2019 |
| --------- | ---- | ---- | ---- | ---- | ---- |
| Einwohner | 224  | 406  | 354  | 154  | 160  |

Infolge der Mechanisierung der Landwirtschaft, der Aufgabe bäuerlicher Kleinbetriebe und des daraus resultierenden geringeren Arbeitskräftebedarfs leidet der Ort, wie viele vergleichbar kleine Ortschaften der Region unter Bevölkerungsrückgang.

## Politik
Der neun Mal wiedergewählte Bürgermeister Alfredo Fernández Martínez für die Alianza Popular, der späteren Partido Popular, wurde 2019 nach 40 Jahren im Amt von Gabriel Muga abgelöst. Muga ist damit erst der zweite Bürgermeister seit der Transición.

## Wirtschaft
Das kleine Bergdorf war und ist in hohem Maße geprägt von der Landwirtschaft, vor allem von der Viehzucht (Milch, Käse). Auch für die benachbarten Jagdgründe ist der Ort bekannt.

## Berühmte Söhne und Töchter des Orts
- Pedro del Castillo (1521 – 1569) gründete als Konquistador und Vizegouverneur der Provinz Cuyo während des Arauco-Kriegs 1561 die Stadt Mendoza.
- Álvaro Fernández (1960–1987), Radrennfahrer